# Alexander van Lippe
Karel Alexander (Detmold, 16 januari 1831 — St. Gilgenberg bij Eckersdorf, 25 oktober 1905) was van 1895 tot 1905 vorst van Lippe.
Hij was de vijfde zoon van vorst Leopold II en Emilie van Schwarzburg-Sondershausen, dochter van vorst Günther Frederik Karel I. In 1895 volgde hij zijn kinderloos gestorven broer Woldemar op als vorst. Na een val van een paard in 1851 werden de eerste tekenen van een psychische stoornis merkbaar. Tegen het einde van 1871 was zijn toestand onhoudbaar geworden, zodanig dat hij werd overgebracht naar het St. Gilgenberg- sanatorium. Officiële rapporten vonden ongeneeslijke erfelijke psychische aandoeningen. Omdat hij nadien regeringsonbekwaam was verklaard werd, na Woldemars dood volgens een tot dan geheimgehouden decreet Adolf van Schaumburg-Lippe, zoon van vorst Adolf I George van Schaumburg-Lippe, tot regent benoemd.
Alexander was de laatste telg van het Huis Lippe-Detmold en bovendien ongehuwd. Daarom brak er tussen de linies Schaumburg-Lippe en Lippe-Biesterfeld een dispuut uit over de erfopvolging, dat door een bemiddelingsraad onder leiding van koning Albert van Saksen werd beslist in het voordeel van de laatste. Adolf werd aldus vervangen door Ernst van Lippe-Biesterfeld, die na zijn dood in 1904 als regent werd opgevolgd door zijn zoon Leopold, die na Alexanders kinderloze dood in 1905 als Leopold IV de troon besteeg.